# Єрошенко Василь Якович
Васи́ль Я́кович Єроше́нко (есп. Vasilij Eroŝenko; * 31 грудня 1889 (12 січня 1890), слобода Обухівка  — † 23 грудня 1952, Обухівка) — український письменник, педагог, етнограф, музикант російського походження. У чотирирічному віці після хвороби осліп. Писав японською, есперанто та російською мовами.
З 2002 року успішно діє Міжнародна науково-дослідна група «Василь Єрошенко та його доба», куди входять науковці з України, Росії, Японії, Німеччини та США, допомагають у діяльності групи волонтери з багатьох країн світу. Також іменем Василя Єрошенка з 2007 року названий український Благодійний фонд «Есперо», серед завдань котрого поширення творчої спадщини письменника та підтримка есперанто-руху в Україні.
Існує нічим не підтверджена в японських джерелах чутка, що в Японії його вважають буцімто «класиком японської дитячої літератури», тому добре поширена його літературна спадщина, входить в освітню шкільну програму, яка, проте, не знаходить свого підтвердження насправді. Японські науковці-славісти і вітчизняні японісти, які були опитані учасниками Міжнародної науково-дослідної групи «Василь Єрошенко та його доба», зазначають, що нині цей письменник напівзабутий. Знають про нього хіба що незрячі та есперантисти. А от портрет Єрошенка, створений 1920 року відомим японським художником Цуне Накамурою (中村彝, Tsune Nakamura), увійшов до історії мистецтва доби Тайсьо. Він знаходиться в Токійському музеї сучасного мистецтва (Museum of Modern Art, Tokyo).

## Біографія
Василь Єрошенко народився останнього дня 1889 року (за старим стилем), у селі Обухівка, Старооскольского повіту, Курської губернії. Був третьою дитиною в сім'ї Якова та Євдокії Єрошенків.
Коли Василеві було чотири роки, він захворів на кір. Наслідком ускладнення стали запалення легень і повна сліпота.
В «Одній сторінці мого шкільного життя», написаній та надрукованій 1923 року мовою есперанто, Василь Єрошенко зазначав: «Я сліпий, осліп чотирирічним. Зі сльозами та жалобою я покинув царство яскравого сонячного світла. Було це для мене добре чи зле, я тепер не знаю. Ніч триває довго та триватиме, доки я дихатиму».
У дев'ятирічному віці Василя віддали в Московську школу Товариства догляду, навчання та виховання сліпих під опікою імператриці Марії Федорівни. 1908 року він її закінчив, став професійним скрипалем і грав у Москві в оркестрі сліпих. Згодом навчився грати на фортепіано та інших інструментах.
Важливим для Василя стало знайомство з Ганною Шараповою (своячкою Павла Бірюкова — секретаря та біографа Льва Толстого). Саме вона залучила юнака до есперанто — міжнародної мови, яка стала для Василя Єрошенка провідною зіркою на все життя.
1912 року, маючи як прикмету для впізнавання незнайомими помічниками-есперантистами зелену зірочку на грудях (символ есперанто) та добрі рекомендації есперантистів, Єрошенко завдяки меценатській підтримці через Польщу, Німеччину та Бельгію мандрує до Англії. Там його прийняли до Королівського коледжу для сліпих, де він вивчав англійську мову. В Англії Василь пробув пів року. З допомогою есперантистів розпочав вивчати японську мову. В 1914 році за відрядженням Російського товариства есперантистів Єрошенко вирушає до Японії, а звідси у 1916 році — до Сіаму, Бірми, Індії. В усіх цих країнах він вивчав стан освіти сліпих, традиції та побут тамтешніх незрячих; в Японії викладав есперанто на курсах при університеті, а також у Токійській школі для сліпих. Особливо глибоко Єрошенко вивчав японську мову, літературу, філософію та мистецтво. До Японії він повертається 1919 року, а 1921 року за активну участь у товаристві пробудження народу «Ґьомінкай» його висилають за спеціальним розпорядженням уряду до Владивостока. Від 1922 року жив у Китаї (Шанхай, а потім, з лютого, Пекін). Дружив з визначним китайським письменником Лу Сінем, за рекомендацією якого викладав есперанто та російську літературу в Пекінському університеті. Лу Сінь переклав з японської декілька казок Єрошенка та його п'єсу «Рожеві хмарини», зобразив Єрошенка у своїй ліричній новелі «Качина комедія».
1924 року повернувся до Москви, працював перекладачем у Комуністичному університеті трудящих Сходу ім. Сталіна, читав лекції, викладав російську мову японським студентам. Також займався організацією навчання сліпих. Брав участь у роботі багатьох міжнародних заходів, зокрема Міжнародних конгресів есперантистів: XIV (Гельсінкі, 1922), XV (Нюрнберг, 1923).
У 1929 році, імовірно, кілька місяців перебував на Чукотському півострові у молодшого брата, який працював там ветеринарним лікарем. Тут теж знайомився з побутом народів Крайньої Півночі (документально, крім текстів самого Єрошенка, його перебування на Чукотці поки що не підтверджене). Серію казок і нарисів «Із життя чукчів» опублікував у закордонному журналі «Есперанта Лігіло». Потім працював викладачем у середніх школах та коректором друкарні для сліпих у Москві.
У 1935–1942 роках був засновником та директором першого дитячого будинку-інтернату для сліпих у Туркменістані (у селі Моргуновка біля Кушки), до 1945 року — вчителем у ньому. Здійснив силами учнів постановку дитячої опери Миколи Лисенка «Коза-дереза» як шефський концерт для колгоспників с. Моргуновки. Запропонував брайлівську абетку для туркменської мови.
У 1946–1948 роках викладав англійську мову в Московському інституті сліпих у Москві, а в 1949–1951 роках — у вечірній школі лікнепу сліпих у Ташкенті. Повернувся до рідного села вже тяжко хворим на рак шлунка в серпні 1952 року. Перед смертю впорядкував свій архів, що важив близько трьох тон, і заповів його Товариству сліпих. Після його смерті бібліотека, яку він заповів Старооскольскому осередку ВОС, була спалена.

## Літературна та громадська діяльність
Літературний дебют японською мовою — твори, надруковані у часописі Токійської школи сліпих, а також «Оповідь паперового ліхтарика» (1916) й «Дощ іде» (журнал «Кібо» («Мрія», 1916). Японською мовою було видано збірки «Досвітня пісня» (1921), «Останнє зітхання» (1921), «Заради людства» (1924). У 1959–1961 роках в Японії видано тритомник його творів, а згодом — серію з шести брошур на есперанто (1979–1996, видавець Міне Йосітака). 1956 року в Японії вийшла монографія Такасугі Ітіро «Сліпий поет Еросіенко». Портрет Єрошенка пензля японського митця Накамура Цуне — один з найвідоміших експонатів Національного музею сучасного мистецтва в Токіо.
Мовою есперанто Єрошенко написав, зокрема, автобіографічний нарис «Сторінка з мого шкільного життя», що увійшов до його збірки віршів, оповідань та нарисів «Стогін самотньої душі» (Шанхай, 1923).
У двадцяті та тридцяті роки російською мовою друкував у періодиці статті про життя незрячих за кордоном.
Василь Єрошенко — письменник-символіст, і його літературна творчість вперше детально аналізується Ю. Патлань та С. Прохоровим, які визначають особливості поетики та семантики текстів, створених мовою есперанто та японською.
Працюючи в складі оркестру для сліпих, він брав участь у гастролях на Кавказі та в деяких містах Російської імперії (влітку 1911 року). Пізніше, зокрема в Китаї, виступав із сольними концертами на пропаганду есперанто, виконуючи японські, російські та українські пісні. В Китаї також виступав із доповідями про творчість російських письменників. Під час XV конгресу есперантистів у Нюрнберзі (1923) на конкурсі декламаторів одержав першу премію за найкращу вимову на есперанто (читав власного вірша «Antaudiro de ciganino» («Віщування циганки»)). Викладаючи в Моргуновці, крім постановки «Кози-дерези», підготував зі своїми вихованцями концерт з українських пісень для мешканців сусіднього села — переселенців з України.
В Україні виходили збірки творів Єрошенка у перекладах Н. М. Гордієнко-Андріанової (з есперанто та рос. мов) «Квітка Справедливості» (1969) та «Казки та легенди» (переклади з есперанто, здебільшого Н. М. Гордієнко-Андріанової, 2004, 2006), а також публікації в періодиці (наприклад, новела «Химерний кіт», брайлівський текст якої на есперанто був розшуканий незрячими есперантистами в Будапешті — тут видавався брайлівський журнал для есперантистів «Esperanta Ligilo», де друкувався Єрошенко), текст переданий Н. М. Гордієнко-Андріановою. — Україна, 1989, № 50, с. 10-12; нарис із життя чукчів у перекладі з есперанто українською В. Паюка «Шахова триходівка» — Всесвіт, 2000, № 7/8, с. 94-105 тощо. Переклади його творів українською, а також статті про нього увійшли до хрестоматії з літератури Північної Слобожанщини «Слобожанська хвиля» (упор. В. Оліфіренко, Св. Оліфіренко, Донецьк).

## Вшанування
- Вулиця Єрошенка (Львів).
- У травні 2023 року колишня вулиця Ріхарда Зорге у Святошинському районі Києва отримала нову назву на честь Василя Єрошенка.[6].